# Giancarlo Astrua
Giancarlo Astrua (né le 11 août 1927 à Graglia, dans la province de Biella, au Piémont; mort à Biella, Piémont, le 29 juillet 2010) est un  coureur cycliste italien . 

## Biographie
Professionnel de 1948 à 1958, Giancarlo Astrua a remporté trois étapes du Tour d'Italie et une étape du Tour d'Espagne.

## Palmarès

### Palmarès amateur
- 1947
  - Bielle-Oropa
  - Turin-Valtournenche
  - 3e de la Coppa Armando Stellione

### Palmarès professionnel
- 1948
  - 8e du Tour de Lombardie
- 1949
  - Coppa Città di Busto Arsizio
  - 5e du Tour d'Italie
  - 10e du Tour de Lombardie
- 1950
  - 15e étape du Tour d'Italie
  - 2e du Tour des Apennins
- 1951
  - 12e étape du Tour d'Italie (contre-la-montre)
  - 3e de Cagliari-Sassari
  - 3e du Tour du Latium
  - 5e du Tour d'Italie
  - 7e du Tour de Lombardie
- 1952
  - Trophée Baracchi (avec Nino Defilippis)
  - 2e du Grand Prix Ceramisti
  - 2e du Tour du Tessin
  - 2e de Nice-Mont Agel
  - 2e de la Course de côte du mont Faron (contre-la-montre)
  - 2e du Grand Prix de Lugano (contre-la-montre)
  - 7e du Tour d'Italie
- 1953
  - Tour de Romagne
  - 2e de la Course de côte du mont Faron (contre-la-montre)
  - 2e du Tour d'Émilie
  - 3e du Tour de France
  - 3e du Trophée Baracchi (avec Nino Defilippis)
- 1954
  - Grand Prix de l'industrie de Belmonte-Piceno
  - 2e de la Coppa Bernocchi
  - 3e du Tour de Suisse
  - 3e du Tour du Latium
  - 5e du Tour d'Italie
  - 9e du Tour de Romandie
- 1955
  - 5e étape du Tour d'Italie
  - 2e du Tour de la province de Reggio de Calabre
  - 3e du Tour de Campanie
  - 7e du Tour de France
- 1956
  - 13e étape du Tour d'Espagne
  - 2e du Tour de Campanie
- 1957
  - 2e du Tour des Apennins

## Résultats sur les grands tours

### Tour de France
3 participations
- 1953 : 3e
- 1955 : 7e
- 1957 : abandon (11e étape)

### Tour d'Italie
11 participations
- 1948 : abandon (10e étape)
- 1949 : 5e
- 1950 : 25e, vainqueur de la 15e étape
- 1951 : 5e, vainqueur de la 12e étape (contre-la-montre),  maillot rose pendant 1 jour
- 1952 : 7e,  maillot rose pendant 6 jours
- 1953 : abandon
- 1954 : 5e
- 1955 : 16e, vainqueur de la 5e étape
- 1956 : abandon
- 1957 : 15e
- 1958 : abandon

### Tour d'Espagne
1 participation
- 1956 : 12e, vainqueur de la 13e étape